# Lefkas
 "Lefkada" omdirigeres hertil. For den regionale enhed, se Lefkada (regional enhed).
Lefkas, Levkas eller Lefkáda er en græsk ø og en af De Joniske Øer. 
Øen ligger syd for Korfu i Det Joniske Hav vest for det græske fastland.
38°43′N 20°39′Ø / 38.717°N 20.650°Ø
- Wikimedia Commons har flere filer relateret til Lefkas